# Saison 1 de Jessie
Jessie
Chronologie
Saison 2 de Jessie
Cette page recense les épisodes de la première saison de la série télévisée Jessie.

## Généralités
- Aux États-Unis, la saison a été diffusée à partir du 30 septembre 2011.
- Au Canada, elle a été diffusée sur Family.
- En France, en Suisse et en Belgique elle est diffusée depuis le 3 janvier 2012 sur Disney Channel France.
- Au Québec, les deux premiers épisodes ont été diffusés le 1er janvier 2013 sur VRAK.TV. La diffusion régulière a débuté le 14 février 2013 jusqu'au 13 juin, puis reprend le 11 novembre.

## Distribution

### Acteurs principaux
- Debby Ryan (VF : Manon Azem) : Jessie Prescott
- Peyton Roi List (VF : Alice Orsat) : Emma Ross
- Cameron Boyce (VF : Maëldan Wilmet) : Luke Ross
- Karan Brar (VF : Victor Quilichini) : Ravi Ross
- Skai Jackson (VF : Clara Quilichini) : Zuri Ross
- Kevin Chamberlin (VF : Jean-Loup Horwitz) : Bertram Winkle

### Acteur récurrents
- Chris Galya (VF : Hervé Grull) : Tony Chiccolini
- Charles Esten (VF : Éric Aubrahn) : Morgan Ross
- Christina Moore (VF : Annabelle Roux) : Christina Ross
- Joey Richter : Officier Peter
- Jennifer Veal (en) : Agatha Ellestoye/Angela Ellestoye
- Frank : Mme. Kipling
- Kelly Gould (en) : Rosie
- Carolyn Hennesy (en) (VF : Brigitte Aubry) : Rhoda Chesterfield
- Josie Totah (VF : Octave Jagora) : Stuart Wooten
- Sierra McCormick : Franny la Frappadingue

## Épisodes

### Épisode 1:Une nounou à New York
- États-Unis : 30 septembre 2011
- France, Suisse, Belgique : 30 décembre 2011
- Québec : 1er janvier 2013

- États-Unis : 4,63 millions de téléspectateurs[1]

- Charles Esten : Morgan Ross
- Christina Moore : Christina Ross
- Chris Galya : Tony Chiccolini
- Brian Carpenter : Juge
- Bryan Oakes Fuller : A.D.

Jessie, une jeune fille candide, décide de quitter sa petite ville natale du Texas pour New York. Elle rencontre une petite fille qui lui demande de devenir la baby-sitter de ses enfants. Jessie accepte, mais elle n'est pas au bout de ses surprises...

### Épisode 2:Bravo M. Kipling!
- États-Unis : 7 octobre 2011
- France, Suisse, Belgique : 4 janvier 2012
- Québec : 1er janvier 2013

- États-Unis : 4,229 millions de téléspectateurs[2]

- Chris Galya : Tony Chiccolini
- Carolyn Hennesy : Rhoda Chesterfield

Jessie propose à Ravi d'emmener M. Kipling faire un tour au parc, mais celui-ci craint qu'ils ne croisent leur voisine, Madame Chesterfield, responsable de la gestion de la résidence où ils vivent...

### Épisode 3:Mauvais karma
- États-Unis : 14 octobre 2011
- France, Suisse, Belgique : 11 janvier 2012
- Québec : 28 février 2013

- États-Unis : 3,921 millions de téléspectateurs[3]

- Chris Galya : Tony Chiccolini

Lassé des farces de Luke, Ravi convainc son frère qu'il a un mauvais Karma. Emma persuade Jessie que Tony est amoureux d'elle. Cela affole Jessie, qui ne veut pas mélanger le travail et l'amour...

### Épisode 4:La Partie de paintball
- États-Unis : 21 octobre 2011
- France, Suisse, Belgique : 18 janvier 2012
- Québec : 7 mars 2013

- États-Unis : 4,026 millions de téléspectateurs[4]

- Ava Penner : Jasmine Epstein
- Devan Leos : Trevor

Au parc, Jessie fait honte à Luke en le maternant trop. Elle tente de se racheter en lui proposant d'être sa partenaire lors d'une partie de paintball. Zuri organise un goûter très chic auquel elle convie Emma mais celle-ci lui fait faut bond...

### Épisode 5:Stars d'un jour
- États-Unis : 28 octobre 2011
- France, Suisse, Belgique : 25 janvier 2012
- Québec : 14 mars 2013

- États-Unis : 3,934 millions de téléspectateurs[5]

- Chris Galya : Tony Chiccolini
- Arvie Lowe Jr : JJ Mayfield

Jessie à l'occasion de tenter sa chance quand un producteur de musique la repère en train de chanter une chanson qu'elle a écrite. Emma aide Bertrand à améliorer sa photo de profil sur un site de réseau social.

### Épisode 6:La Nouvelle amie de Zuri
- États-Unis : 4 novembre 2011
- France, Suisse, Belgique : 8 février 2012
- Québec : 21 mars 2013

- États-Unis : 4,447 millions de téléspectateurs[6]

- Jo Anne Worley : Mme. Arthur/Nana Banana
- Ronnie Schell : Officer Bill

Jessie s’inquiète pour Zuri, qui n'a pas d'amie réelle. Zuri finit par rencontrer madame Arthur ou Nana Banana. Mais depuis que cette femme est là, Zuri se comporte bizarrement. Jessie décide de virer Nana Banana, ce qui déprime Zuri. En attendant, Mr. Kipling ne veut pas sortir du parc car il y a un dinosaure en plastique et qu'il en est tombé amoureux.

### Épisode 7:Quand l'amour fait peur
- États-Unis : 18 novembre 2011
- France, Suisse, Belgique : 29 février 2012
- Québec : 28 mars 2013

- États-Unis : 4,23 millions de téléspectateurs[7]

- Sierra McCormick : Franny la Frappadingue

Franny, une camarade de Luke est très amoureuse de ce dernier et est très jalouse de la relation qu'il entretient avec Jessie. L'application informatique que Zuri et Ravi utilisent sur leur tablette pour prédire l'avenir leur fait penser que Bertrand est en danger...
- Emma Ross (Peyton Roi List) n'apparaît pas dans cet épisode elle est virée de l'épisode à cause de sa crise d’adolescence.
- Lorsque Luke dit Oh non, ils ont tué Kenny, cela rappelle le dialogue rituel de Stan et Kyle dans la série télévisée South Park.

### Épisode 8:Un Noël pas si joyeux!
- États-Unis : 9 novembre 2011
- France, Suisse, Belgique : 15 février 2012
- Québec : 4 avril 2013

- États-Unis : 4,009 millions de téléspectateurs[8]

- Christina Moore : Christina Ross
- Charles Esten : Morgan Ross
- Debbie Lee Carrington : Le lutin
- Adam Kulbersh : Clerk
- Parker Chapin : Le garçon qui pleurait sur les genoux du Père Noël

À l'approche de Noël, Zuri raconte à Ravi qui est le Père Noël, mais il le prend pour une méchante personne. Plus tard, Jessie, Luke et Emma finissent en prison.

### Épisode 9:La Star de cinéma
- États-Unis : 6 janvier 2012
- France, Suisse, Belgique : 21 avril 2012
- Québec : 11 avril 2013

- États-Unis : 7,317 millions de téléspectateurs[9]

- Lachlan Buchanan : Jordan Taylor
- Charles Esten : Morgan Ross
- Chris Galya : Tony Chiccolini

Morgan Ross, le père des enfants doit tourner un film avec Jordan Taylor, le jeune acteur préféré des adolescentes. Avant d'accepter, celui-ci veut d'abord passer une journée avec toute la famille. Emma et Jessie s'affrontent, tentant de le séduire.

### Épisode 10:Mon petit frère, cet inconnu
- États-Unis : 20 janvier 2012
- France, Suisse, Belgique : 21 avril 2012
- Québec : 18 avril 2013

- États-Unis : 3,334 millions de téléspectateurs[10]

- Carolyn Hennesy : Rhoda Chesterfield
- Brandon James : Dale Davenport
- Jace Norman : Finch

Ravi rentre pour la première fois au collège de son frère Luke et de sa sœur Emma, et se fait ridiculiser à cause de son manque d'expérience. Zuri, elle, décide de vendre de la limonade avec Jessie pour rembourser sa poupée tandis qu'Emma marche avec des talons aiguilles en cachette. Luke a honte de Ravi.

### Épisode 11:Les Aventuriers du métro de New York
- États-Unis : 27 janvier 2012
- France, Suisse, Belgique : 22 février 2012
- Québec : 25 avril 2013

- États-Unis : 3,427 millions de téléspectateurs[11]

- Torsten Voges : Fritz

Jessie emmène Zuri, Ravi et Emma dans le métro mais se perdent entre les lignes et les directions et finit par perdre ces deux derniers. Luke, quant à lui, traque une araignée avec Bertrand !

### Épisode 12:Le Diadème
- États-Unis : 10 février 2012
- France, Suisse, Belgique : 21 avril 2012
- Québec : 2 mai 2013

- États-Unis : 2,924 millions de téléspectateurs[12]

- Carolyn Hennesy : Rhoda Chesterfield
- Molly Burnett : Darla Shannon (mentionnée)

Zuri fait une vidéo de Jessie avec une couronne rare, mais celle-ci la perd. En parallèle, Emma, Ravi et Luke font un reportage sur M. Kipling.

### Épisode 13:Un vrai conte de fées
- États-Unis : 24 février 2012
- France, Suisse, Belgique : 21 avril 2012
- Québec : 9 mai 2013

- États-Unis : 3,111 millions de téléspectateurs[13]

- Chris Galya : Tony Chiccolini
- Shannah Barrett : Millie la petite sirène
- Ben Bledsoe : Brody

Tony devient jaloux après que Jessie aille à un rendez-vous avec Brody. Cette dernière lit à Zuri des histoires avant de se coucher mais ce jour-là, la petite fille échange les rôles.

### Épisode 14:Attention nounou dangereuse
- États-Unis : 9 mars 2012
- France, Suisse, Belgique : 14 mars 2012
- Québec : 16 mai 2013

- États-Unis : 3,23 millions de téléspectateurs[14]

- Christina Moore : Christina Ross
- Jennifer Veal : Agatha Ellestoye
- Max Charles : Axel
- Julie Myer : Fiona

Jessie entre en concurrence avec une autre nounou du nom d'Agatha. Cette dernière interdit aux enfants de la famille Ross d'aller à Central Park. Elle finit par mettre des photos de Jessie afin de salir sa réputation sur Internet...
Au cœur de l'intrigue : Jessie

### Épisode 15:Une éducation très originale
- États-Unis : 30 mars 2012
- France, Suisse, Belgique : 28 avril 2012
- Québec : 23 mai 2013

- États-Unis : 2,294 millions de téléspectateurs[15]

- Maia Madison : Samantha

Jessie pense que Luke a besoin d’une stricte discipline pour l’empêcher de faire des bêtises donc elle fait appel à sa compatriote nounou Samantha, une dresseuse de chiens… Pendant ce temps, Ravi, Emma et Zuri aident Bertrand à trier et ranger sa chambre.

### Épisode 16:Ravi mène l'enquête
- États-Unis : 13 avril 2012
- France, Suisse, Belgique : 5 septembre 2012
- Québec : 30 mai 2013

- États-Unis : 3,022 millions de téléspectateurs[16]

- Chris Galya : Tony Chiccolini
- Carolyn Hennesy : Rhoda Chesterfield

Lorsque les mains de Mme Chesterfield se collent à sa tête quand son gel pour les cheveux est mélangé avec de la colle, Jessie accuse Luke, Emma et Zuri et charge Ravi de trouver le coupable. En parallèle, Jessie devait sortir avec Tony en amoureux mais se retrouve collée à Mme Chesterfield...

### Épisode 17:Emma est amoureuse
- États-Unis : 27 avril 2012
- France, Suisse, Belgique : 12 septembre 2012
- Québec : 6 juin 2013

- États-Unis : 3,07 millions de téléspectateurs[17]

- Garrett Backstrom : Vincent Liotta
- Joey Richter : Officier Peter

Emma a un petit ami nommé Vincent, mais Jessie pense qu'il est une mauvaise influence sur elle. Jessie dit à Emma de rester loin de lui, mais cette dernière se fâche avec elle. En parallèle, Zuri tente de sauver son arbre préféré dans le parc.

### Épisode 18:Le Concours de beauté
- États-Unis : 4 mai 2012
- France, Suisse, Belgique : 19 septembre 2012
- Québec : 13 juin 2013

- États-Unis : 2,62 millions de téléspectateurs[18]

- Jennifer Veal : Agatha Ellestoye
- Nikki Hahn : Lindsey

Zuri s'inscrit au concours de Mini-Miss New York contre Lindsey, une enfant dont s'occupe Agatha. Quand Jessie découvre que Zuri n'a aucun talent, elle lui suggère de chanter en playback. Jessie accepte de parier avec Agatha sur le résultat...

### Épisode 19:Les Jumelles
- États-Unis : 11 mai 2012
- France, Suisse, Belgique : 26 septembre 2012
- Québec : 11 novembre 2013

- États-Unis : 2,933 millions de téléspectateurs[19]

- Jennifer Veal : Agatha Ellestoye/Angela Ellestoye
- Chris Galya : Tony Chiccolini

Jessie 
Dans cet épisode on rencontre Angela la sœur jumelle d'Agatha qui n'a aucun endroit où dormir alors Jessie veut lui faire passer la nuit chez elle et les enfants. Tout se passe bien mais Angela est en fait diabolique et tout se qu'elle souhaite est de tromper et manipuler les autres pour pouvoir prendre la place de Jessie ensuite un peu plus tard Jessie va au salon de manucure pour pouvoir confronté Angela sur son vrai visage et lui dire tt ce qu'elle pense le faite qu'elle retourne la cervelle de tt le monde . Agatha arrive pour faire en sorte que les autres ouvrent les yeux sur Angela est ensuite tout le monde est libéré de la manipulation d'Angela. 

### Épisode 20:Tempête dans une tasse de thé
- États-Unis : 8 juin 2012
- France, Suisse, Belgique : 20 octobre 2012
- Québec : 12 novembre 2013

- États-Unis : 3,248 millions de téléspectateurs[20]

- Chris Galya : Tony Chiccolini

Jessie et Tony s'apprêtent à fêter leur quatrième anniversaire de rencontre. Les trois premiers ont été de réticents échecs. Ravi perd le contrôle d'un hélicoptère téléguidé, qui tombe dans une gigantesque enseigne publicitaire, représentant une tasse de thé. Tous ceux qui lui portent secours y glissent aussi, en commençant par Luke et Bertrand. Pour Tony et Jessie, cette aventure restera inoubliable...

### Épisode 21:Chacun ses phobies
- États-Unis : 22 juin 2012
- France, Suisse, Belgique : 20 octobre 2012
- Québec : 18 novembre 2013

- États-Unis : 3,754 millions de téléspectateurs[21]

- Grace Kaufman : Tanya

Zuri commence à faire des cauchemars après avoir regardé un film d'horreur avec Emma. Pour l'aider à surmonter cette nouvelle phobie, Jessie lui fait part de sa propre phobie concernant les toilettes publiques...

### Épisode 22:L'Île déserte
- États-Unis : 13 juillet 2012
- France, Suisse, Belgique : 20 octobre 2012
- Québec : 19 novembre 2013

- États-Unis : 3,674 millions de téléspectateurs[22]

- Eric Petersen : Dr. Cyrus Van Adams

Bertrand, Jessie et les enfants partent en avion passer des vacances à Bali. Mais l'avion s'écrase sur une île déserte d'Indonésie. Zuri et Luke, quant à eux, sont poursuivis par un monstre mystérieux...

### Épisode 23:Franny la frappadingue a encore frappé
- États-Unis : 27 juillet 2012
- France, Suisse, Belgique : 20 octobre 2012
- Québec : 25 novembre 2013

- États-Unis : 3,513 millions de téléspectateurs[23]

- Sierra McCormick : Franny la Frappadingue

La pièce que Jessie a écrite a été choisie pour être jouée dans le lycée des enfants. Elle fait passer le casting et choisie Luke pour le rôle principal, Franny fait donc tout son possible pour avoir le rôle de son amoureuse.

### Épisode 24:L'Audition
- États-Unis : 10 août 2012
- France, Suisse, Belgique : 20 octobre 2012
- Québec : 26 novembre 2013

- États-Unis : 3,35 millions de téléspectateurs[24]

- Joey Richter : Officer Peter
- Stacy Chbosky : Le directeur

Jessie auditionne pour une émission télévisée, mais Zuri est celle qui impressionne le réalisateur. Pendant ce temps, Emma est laissée avec la charge de Luke et Ravi, en les aidant pour ce qu'ils pensent entendre des bruits étranges venant de l'arbre monte-charge. Ravi tente de chercher cette créature mystérieuse, mais est piégé à l'intérieur des murs, laissant Emma et Luke pour le retrouver.

### Épisode 25:La Fête de Zuri
- États-Unis : 24 août 2012
- France, Suisse, Belgique : 20 octobre 2012
- Québec : 2 décembre 2013

- États-Unis : 4,44 millions de téléspectateurs[25]

- Christina Moore : Christina Ross
- Charles Esten : Morgan Ross
- Cienna Salles-Cunha : Emma Ross (enfant)
- Sawyer Ever : Luke Ross (enfant)

Jessie est chargée d'organiser l'anniversaire de l'adoption de Zuri et reconstitue l'environnement de l'Ouganda. Elle apprend par mégarde à Ravi que ses parents adoptifs s'attendaient à recevoir un bébé. Son certificat de naissance indiquait par erreur 2011 au lieu de 2001.

### Épisode 26:Le Secret de M. Kipling
- États-Unis : 7 septembre 2012
- France, Suisse, Belgique : 20 octobre 2012
- Québec : 3 décembre 2013

- États-Unis : 3,592 millions de téléspectateurs[26]

- Travis Wester : Chef-Rolando

Ravi découvre que son varan M. Kipling est une femelle. Ses douze œufs, acheminés par erreur vers un restaurant spécialisé dans l'œuf, éclosent pendant son inauguration, y semant la panique. Zuri annonce le décès de son amie imaginaire Millie la petite sirène. Elle contraint Emma à préparer ses funérailles, et Bertrand à en faire l'éloge funèbre.